# Kronensee (Schwagstorf)
Der Kronensee ist ein 40 ha großer Baggersee im niedersächsischen Landkreis Osnabrück. Er liegt beim Ortsteil Schwagstorf der Gemeinde Ostercappeln, teilweise im Gebiet der Gemeinde Bohmte.
Der See entstand aus einer ab 1964 betriebenen Sand- und Kiesgrube des Baustoffherstellers quick-mix. Sein Name ist abgeleitet von der plattdeutschen Bezeichnung für Kraniche. Als Badesee mit Sandstrand ist der See ein regionales Ausflugsziel. Vor Ort liegt der Freizeitpark Kronensee.

## Geographische Lage
Der Kronensee liegt nördlich des Wiehengebirges beim Nordrand vom Mittelteil des Natur- und Geoparks TERRA.vita. Beim See verläuft die Nahtlinie der naturräumlichen Einheiten Lübbecker Lößland (Nr. 533.6) und Bohmter Sandgebiet (582.2).
Der See erstreckt sich etwa in Westsüdwest-Ostnordost-Richtung; sein größerer Westsüdwestteil gehört zu Ostercappeln, der kleine Ostnordostteil zu Bohmte. Die Seemitte befindet sich etwa 1,8 km östlich des Ostercappelner Ortsteils Schwagstorf. Nahe dem Westufer liegt dessen Ortslage Westerfeld, und nahe dem Ostufer steht das zu Bohmte zählende Herrenhaus Langelage.
Etwa 1 km westsüdwestlich der Seemitte verläuft der Mittellandkanal. Nördlich des Sees entspringt der kleine Hunte-Zufluss Gräfte, der in Seenähe von den südöstlich des Sees fließenden Kleinzuflüssen Krebsburger Mühlenbach und Eue Gräfte gespeist wird.
Am Nordwest- über Nord- bis Ostufer liegt das Landschaftsschutzgebiet Langelage (CDDA-Nr. 322499; 1959 ausgewiesen; 98,20 ha groß).

## Freizeitpark Kronensee
Direkt am Kronensee liegt seit 1986 der 30 ha große Freizeitpark Kronensee. Auf dessen Gebiet befinden sich ein Campingplatz, Wochenendhäuser und Sanitäranlagen. Auf dem See selbst können Besucher surfen, segeln sowie mit Tretbooten, Kajaks und Kanus fahren, auch Tauchen und Angeln ist möglich. Es gibt einen abgetrennten FKK-Bereich, einen Hundestrand und weitere Einrichtungen außerhalb des Sees.